# Тіріка бронзовоплечий
Тіріка бронзовоплечий (Brotogeris tirica) — вид папугоподібних птахів родини папугових (Psittacidae). Поширений у Південній Америці.

## Поширення
Ендемік Бразилії. Поширений на сході країни від Алагоаса на південь до Санта-Катаріни з окремою популяцією в Ріу-Гранді-ду-Сул. Він населяє біом атлантичних лісів, де траплявся у вторинних лісах, оброблених землях з гаями, плантаціями та міськими парками. Поширений у великих містах, зокрема у Ріо-де-Жанейро та Сан-Паулу.

## Опис
Птах завдовжки від 23 до 25 см і важить приблизно 63 г. Тіло практично повністю зелене, хоча їх потилиця має блакитний відтінок, а нижня частина має жовтуватий. Їхнє плече бронзове або коричнево-зелене, а махові пера та нижня сторона хвоста блакитно-зелені. Їхній дзьоб рожевий із блідою основою.

## Спосіб життя
У своєму природному стані папуги мають дуже різноманітний раціон, здатні споживати все: від насіння, фруктів і квітів до дрібних комах і личинок. Тривалість їхнього життя становить приблизно 15 років.